# مهرشاد سهیلی
مهرشاد سهیلی (زاده ۱۳۸۳ در موسیان) مسئول یکی از خیریه‌های جهادی بود که بخاطر سوءاستفاده از این عنوان توسط مأموران وزارت اطلاعات ایران بازداشت شد. او در دادگاه ویژه اطفال قم با اتهاماتی از جمله «تحصیل مال نامشروع»، «غصب عنوان» و «جعل سند» محاکمه و به سه سال نگهداری در کانون اصلاح و تربیت محکوم شد.
در مرداد ۱۴۰۴، اعلام شد مهرشاد سهیلی برنامه‌ای با عنوان «اردوگاه» را در ایام اربعین اجرا خواهد کرد. او با سرمایه‌گذاری مالی گسترده، انتشار رپورتاژهای تبلیغاتی و هماهنگی‌های پشت‌پرده با رسانه‌های داخل ایران، تلاش می‌کند از این برنامه به‌عنوان فرصتی برای ترمیم چهرهٔ خود و پاک‌کردن سابقهٔ جرائمش استفاده کند. سهیلی پیش از دستگیری نیز سابقهٔ سوءاستفاده از رسانه‌های داخلی برای به‌کارگیری افکار عمومی به نفع خود را داشته است. او با ادعای برگزاری جشنواره‌ای به نام علی لندی، از خانواده او سوءاستفاده کرد و دیدارهایی با مراجع ترتیب داد، اما تصاویر و گزارش‌ها را به نفع خود دستکاری می‌کرد.

## فعالیت‌ها
مهرشاد سهیلی متولد شهر موسیان استان ایلام در سال ۱۳۸۳ است. او مسئول گروه جهادی حضرت مهدی بود که با ایجاد ساختگی قرارگاه‌های جهادی، چاپ سربرگ و به راه‌انداختن وبگاه و همچنین دیدار با مراجع تقلید و ائمه جمعه بعضی شهرهای ایران به شهرت و ثروت رسید و حساب‌های بانکی او دست‌کم چندین میلیارد تومان گردش مالی داشته است. سهیلی با استفاده از سربرگ‌ها و مهرهای جعلی، از جمله سربرگ سازمان بسیج سازندگی، با نهادهای دولتی مکاتبه می‌کرد.
رسانه‌های حکومتی در ایران از مهرشاد سهیلی به عنوان جوان‌ترین فرمانده کشور یاد می‌کردند. در این رسانه‌ها اغلب تصاویری از دیدار او با برخی از مقام‌های نظامی، روحانیون شناخته‌شده و مراجع تقلید منتشر می‌شد که از جمله آن‌ها می‌توان به دیدار با محمدتقی مصباح یزدی، حسین نوری همدانی و محسن قرائتی اشاره کرد. بسیاری از دیدارها و روابط او به بهانه تأمین مالی تعزیه‌خوانی، راه‌اندازی هیئت و کمک به مناطق محروم بوده است.
در اسفند ۱۳۹۹، حساب گروه جهادی وابسته به مهرشاد سهیلی مسدود شد. علت این اقدام، خرید خانه‌ای به مبلغ حدود ۵۳۰ تا ۵۸۰ میلیون تومان در دهلران و همچنین خرید خودرو به نام طرح خیریه اعلام شد. پس از آن، سهیلی «مؤسسه امام صادق» را تحت نظارت سازمان تبلیغات اسلامی راه‌اندازی کرد که در آن نیز گردش مالی میلیاردی گزارش شده است.
بر اساس تحقیقات رسمی، در حساب گروه جهادی نخست بیش از ۱٫۶ میلیارد تومان کمک مردمی واریز شده بود، اما پس از مسدودسازی حساب، تنها حدود ۳۰۰ میلیون تومان باقی مانده بود. در مؤسسه امام صادق نیز از مجموع بیش از یک میلیارد تومان کمک‌های مردمی، کمتر از چهار میلیون تومان باقی مانده بود. تحلیل رسانه‌ها نشان می‌دهد که مجموع وجوه جمع‌آوری‌شده توسط این دو نهاد دست‌کم ۵ میلیارد تومان بوده که بخش قابل‌توجهی از آن به‌صورت مشکوک و بدون شفافیت ناپدید شده است.
سهیلی در سال ۱۳۹۸ زمانی که ۱۵ سال داشت از کتاب زندگینامه خود با عنوان «ستاره‌ای از غرب» رونمایی کرد.

## بازداشت و محاکمه
سهیلی در بهمن ۱۴۰۰ توسط وزارت اطلاعات بازداشت و روانه زندان شد. دادگاه او با اتهاماتی نظیر «تحصیل مال نامشروع»، «غصب عنوان» و «جعل سند» در فروردین ۱۴۰۱ برگزار و به سه سال نگهداری در کانون اصلاح و تربیت، جزای نقدی و رد مال محکوم شد. سهیلی با رد اتهام‌های وارد شده، هدفش را کمک به فقرا و اقدامات خیر عنوان کرده است. پیش از بازداشت شدن مهرشاد سهیلی ادعاهای او مبنی بر توزیع بسته‌های معیشتی، تعمیر خانه‌های محروم و کمک به زوج‌های جوان توسط رسانه‌ها منتشر می‌شد؛ اما بررسی‌های میدانی و محلی نشان داد این وعده‌ها اغلب جنبه نمایشی داشته‌اند و ساکنان محلی یا آن‌ها را تأیید نکرده‌اند یا تعداد تحقق‌یافته بسیار ناچیز بوده است.